# Julio Casal Muñoz
Julio Casal Muñoz (La Coruña, 1917 - Montevideo, 1971) fue un poeta, narrador, ensayista uruguayo nacido en España.

## Biografía
Su padre fue el poeta Julio J. Casal y su madre, María Concepción Muñoz, que se encontraban en La Coruña (España), donde Casal desempeñaba un cargo diplomático. Sus hermanos y hermanas, Selva Casal Muñoz, Rafael Casal Muñoz y Marynés Casal Muñoz también se dedicaron a las letras. Sus estudios liceales los cursó en el liceo "José Enrique Rodó", y comenzó una carrera de medicina en la facultad de Medicina que no abandonó para dedicarse a la docencia. Fue docente de psicología y filosofía en la enseñanza superior. Fue parte de los consejos directivos del "Centro Proteo de Estudios Libres" y del centro literario-filosófico "Arca del Sur".
Sus textos aparecieron en diarios uruguayos y en la revista Alfar con el seudónimo "Heráclito". En esta última revista desempeñó como director de su Biblioteca Publicitaria. Varios de sus libros recibieron premios, entre los que destacan los otorgados por el Ministerio de Instrucción Pública en 1946 y 1950, por sus obras "La expresión inmóvil" y "Ser y muerte" respectivamente.
Fue reconocido por instituciones y academias de Europa y América, y se le fue conferido el título de Doctor en letras, en filosofía y —honoris causa— por sus trabajos filosóficos y literarios.

## Obras
Esta lista es actualizada periódicamente por un bot usando los contenidos de Wikidata, por lo que cualquier cambio manual se perderá.
| Wikidata  | Nombre                                                              | Fecha de publicación | Texto completo                |
| --------- | ------------------------------------------------------------------- | -------------------- | ----------------------------- |
| Q63457115 | La expresión inmóvil                                                | 1946                 | http://autores.uy/obra/15647  |
| Q63463314 | Filosofía griega                                                    | 1948                 | http://autores.uy/obra/15712  |
| Q63463312 | Memoria viva                                                        | 1949                 |                               |
| Q63463316 | Filosofía cristiana                                                 | 1949                 |                               |
| Q63463634 | Ser y muerte                                                        | 1950                 | http://autores.uy/obra/15673  |
| Q63463632 | Poética de lo absoluto                                              | 1952                 | http://autores.uy/obra/15707  |
| Q63465883 | Meditaciones y recuerdos                                            | 1955                 | http://autores.uy/obra/15705  |
| Q63465885 | Trascendencia del pensamiento de Vaz Ferreira / Crísis del espíritu | 1955                 | http://autores.uy/obra/15711  |
| Q63465890 | Fundamentos filosóficos de la democracia                            | 1955                 | http://autores.uy/obra/15646  |
| Q63484413 | Heráclito y el pensamiento metafísico                               | 1958                 | http://autores.uy/obra/15667  |
| Q63484414 | Poemas del atardecer                                                | 1963                 | http://autores.uy/obra/15706  |
| Q63484415 | Poemes du crepuscule                                                | 1964                 |                               |
| Q63484416 | Marjal                                                              | 1965                 |                               |
| Q63484417 | La juventud y la crísis de los valores                              | 1970                 | https://autores.uy/obra/15713 |
| Q63484411 | El pensamiento social de Rousseau                                   |                      |                               |